# Jean-Pierre Cognat
Jean-Pierre Cognat, né le 28 mars 1936 à Saint-Barthélemy et mort le 3 mars 2022 à Coulommiers, est un homme politique français.

## Détail des fonctions et des mandats
Mandat parlementaire
- 28 mars 1993 - 21 avril 1997 : Député de la 9e circonscription de Seine-et-Marne